# Saint-Pardoux-le-Neuf (Corrèze)
Saint-Pardoux-le-Neuf település Franciaországban, Corrèze megyében. Lakosainak száma 81 fő (2022. január 1.). Saint-Pardoux-le-Neuf Aix, Courteix, Lignareix, Saint-Rémy és Ussel községekkel határos.

## Népesség
A település népessége az elmúlt években az alábbi módon változott:
| Lakosok száma | 113  | 78   | 88   | 69   | 80   | 79   | 76   | 77   | 78   | 81   |
|               | 1968 | 1982 | 1990 | 2006 | 2013 | 2015 | 2017 | 2019 | 2020 | 2022 |